# حملات 1798 في حروب الثورة الفرنسية

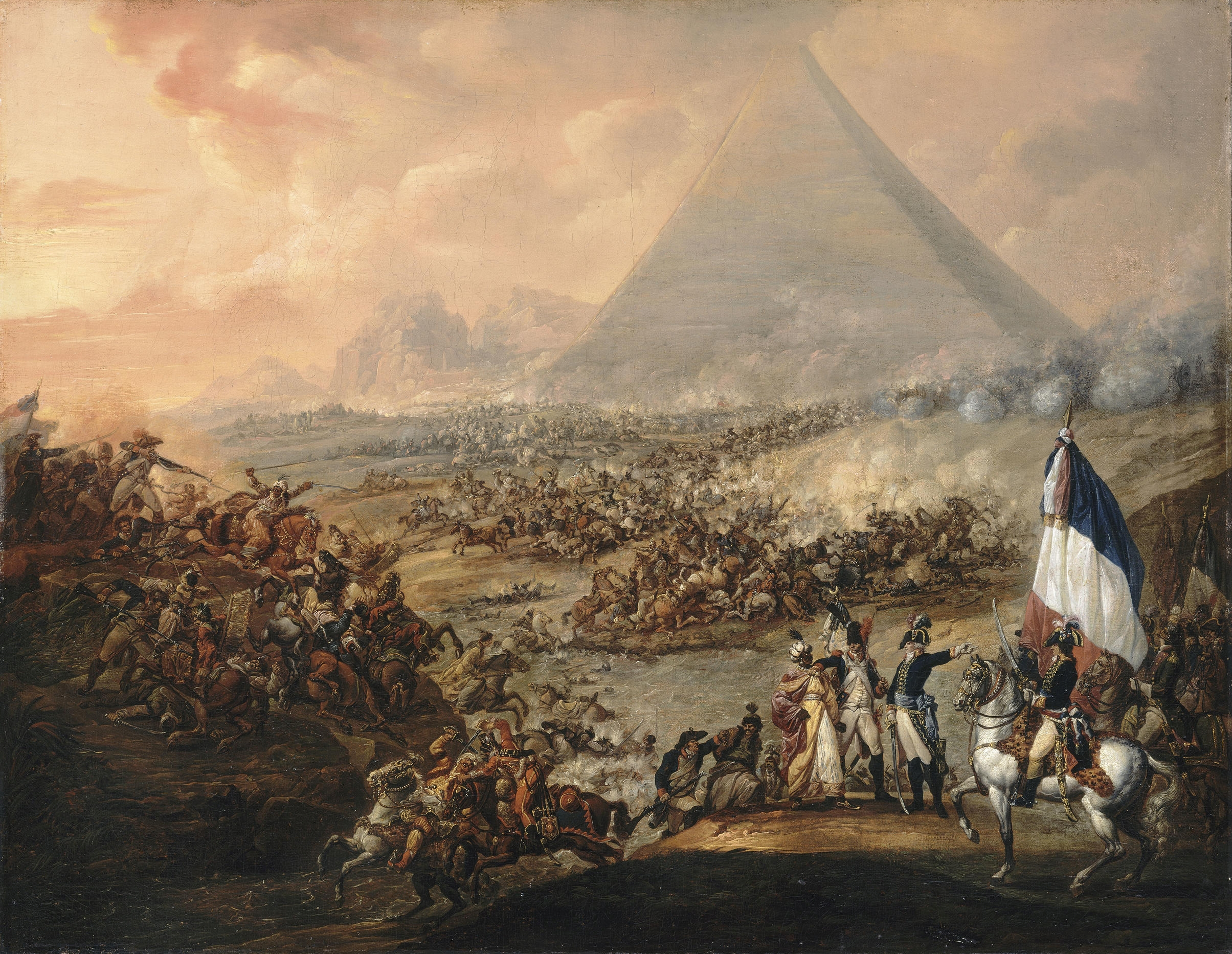

1798 كانت فترة هادئة نسبيا في حروب الثورة الفرنسية. كانت القوى القارية الرئيسية في التحالف الأول قد صنعت السلام مع فرنسا ، تاركة فرنسا مهيمنة في أوروبا مع حرب بحرية بطيئة مع بريطانيا العظمى تقلق. خشي قادة الدليل في باريس شعبية نابليون بونابرت بعد انتصاراته في إيطاليا ، لذلك شعروا بالارتياح عندما اقترح مغادرة فرنسا وإجراء رحلة استكشافية إلى مصر لاكتساب المزيد من المجد.

## حملة في مصر
في هذا الوقت، كانت مصر مقاطعة للإمبراطورية العثمانية، لكن نابليون نظر إلى غزو مصر كوسيلة لتهديد الهيمنة البريطانية في البحر الأبيض المتوسط وتهديد الموقف البريطاني في الهند، واكتساب مكانة للأسلحة الثورية.
رفع نابليون جيشًا كبيرًا يضم علماء وخبراء ثقافيين ، وأبحر من طولون في 19 مايو. توقف لالتقاط مالطا في 12 يونيو ، هبط بالقرب من الإسكندرية في 2 يوليو واستولى على المدينة. شرع جيش نابليون في مسيرة ضد جيوش المماليك في القاهرة، والتقى بهم في معركة الأهرامات في 21 يوليو. في مواجهة جيش ضخم، نظم نابليون جيشه في الساحات واستخدم مدفعيته لتفريق هجمات المماليك. انسحب جيش المماليك إلى سوريا تاركًا نابليون مهيمنًا في مصر.
ومع ذلك، تعرض البريطانيون للتهديد من هذه الخطوة، وهرع الأميرال هوراشيو نيلسون إلى ساحل مصر. هناك ، جاء على الأسطول الفرنسي في المرسى ودمره بشكل منهجي في معركة النيل. بدون أسطول ، كان جيش نابليون محاصراً في مصر، ولن تعود الغالبية إلى فرنسا أبدًا.
عزز نابليون قاعدته في مصر للفترة المتبقية من العام. ومع ذلك ، ثار السكان المحليون في القاهرة، الذين شجعتهم معركة النيل وانزعجوا من مختلف الضرائب والفرضيات من قبل الفرنسيين، في أكتوبر، مما أدى إلى مقتل العديد من الفرنسيين ولكن في النهاية تم قمعهم. وألحقت الأضرار التي لحقت بالمساجد خلال هذه الثورة بالسكان المصريين ضد الفرنسيين.
| سبقه 1797 | حملات الثورة الفرنسية 1798 | تبعه 1799 |